# گلن فریس (ویرجینیای غربی)
گلن فریس(به انگلیسی: Glen Ferris) شهری در ایالت ویرجینیای غربی کشور ایالات متحده آمریکا است که جمعیت آن در سرشماری سال ۲۰۱۰ میلادی، ۲۰۳ نفر بوده‌است.